# Лароуз, Колин
Колин Лароуз (Джихад Джейн, Фатима Лароуз, англ. Colleen R. LaRose, 5 июня 1963 году, Мичиган, США) — американская  участница заговора с целью убийства шведского карикатуриста Ларса Вилкса, изобразившего пророка Мухаммеда с телом собаки.

## Биография
Колин Лароуз родилась в Мичигане, переехала в Техас, в 16 лет вышла замуж. В 2005 году, уже после развода, начала встречаться с Куртом Горманом. Колин Лароуз ухаживала за больным отцом Курта, пока тот работал в семейном бизнесе в соседнем городке. Колин вела двойную жизнь, скрывая свою религиозную принадлежность от окружающих. По словам Гормана, никакой мусульманской литературы в доме не было, Колин никогда не ходила ни на какие религиозные службы в их родном Пеннсбурге. По словам сестры ЛаРоуз, Колин страдала депрессией, и в 2005 году пыталась покончить жизнь самоубийством, приняв таблетки с алкоголем.

## Обвинения
Лароуз попала в поле зрения ФБР в июне 2008 года. Согласно материалам дела, у неё было пять сообщников. В декабре того же года она написала одному из них, что хочет стать шахидкой. 16 марта 2010 года Колин Лароуз было предъявлено обвинение в преступном сговоре с джихадистами, с целью убийства шведского карикатуриста Ларса Вилкса. Обвинение было оглашено через несколько часов после ареста ещё семи террористов в Ирландии, подозреваемых в сговоре с Джейн Джихад. По данным следствия, Джейн Джихад могла вести свою агитацию с помощью YouTube. Ради убийства Ларса Вилкса, Лароуз согласилась выйти замуж за человека, которого власти США подозревают в терроризме, чтобы тем самым обеспечить ему возможность беспрепятственно въехать в Европу. В феврале 2011 года Лароуз признала свою вину по статьям «терроризм» и «заговор с целью убийства на территории другой страны».
В январе 2014 года Коллин Лароуз была приговорена к 10 годам заключения по обвинению в сговоре с целью убийства Ларса Вилкса. Лароуз грозило пожизненное заключение, но судья в Филадельфии принял во внимание сотрудничество Лароуз со следствием и её полное признание своей вины. Подсудимая заявила, что была «одержима идеей джихада», и подчеркнула, что больше не будет участвовать в подобной деятельности.